# 孫德山
孫德山（英語：Mount Soond）是南極洲的山峰，位於瑪麗伯德地，處於布萊克利克峰以北1.9公里，屬於佩里山脈的一部分，美國地質調查局根據測量和美國海軍拍攝的空中照片繪入地圖，現時由南極條約體系管理。